# Italia, paese di briganti?
Italia, paese di briganti? è un film del 1923 diretto da Toddi.